# 疯狂老鼠 (游乐设施)

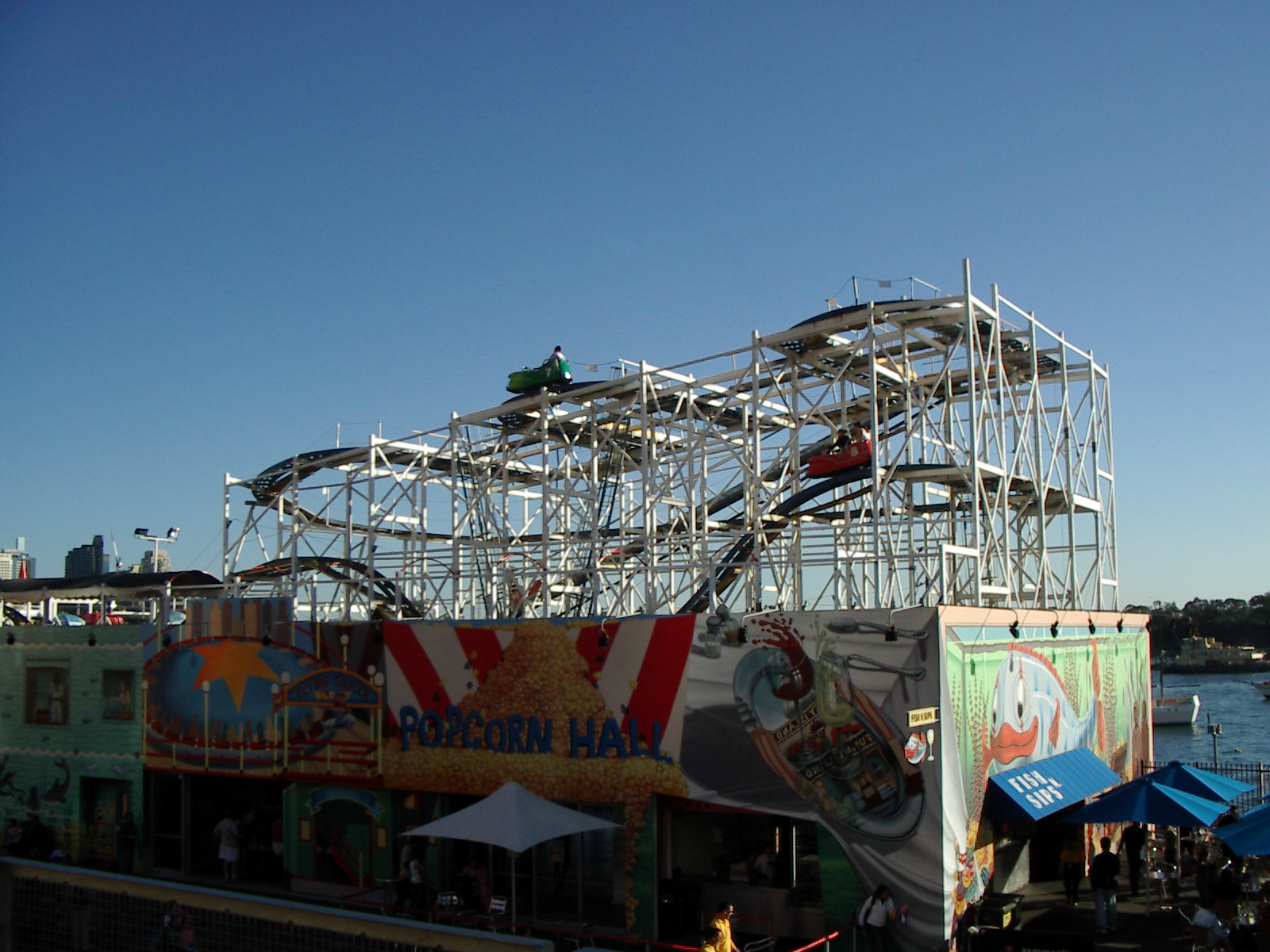
位於悉尼月亮公園的瘋狂老鼠

瘋狂老鼠（英語：Wild mouse）是一種過山車，由單節或多節旋轉列車組成，穿過狹窄曲折的軌道，強調急轉彎。軌道的上部通常有多個180度的彎道，稱為水平轉彎，即使在適度速度下也會產生高橫向G力。這種列車通常設計得比軌道更寬，以增強懸掛在邊緣的錯覺。軌道的較低部分通常以小山丘和連續起伏為特色。瘋狂老鼠最早出現於1950年代，在經歷了1980年代的衰退期後，1990年代後期的新創新和佈局設計導致需求復蘇。

## 歷史

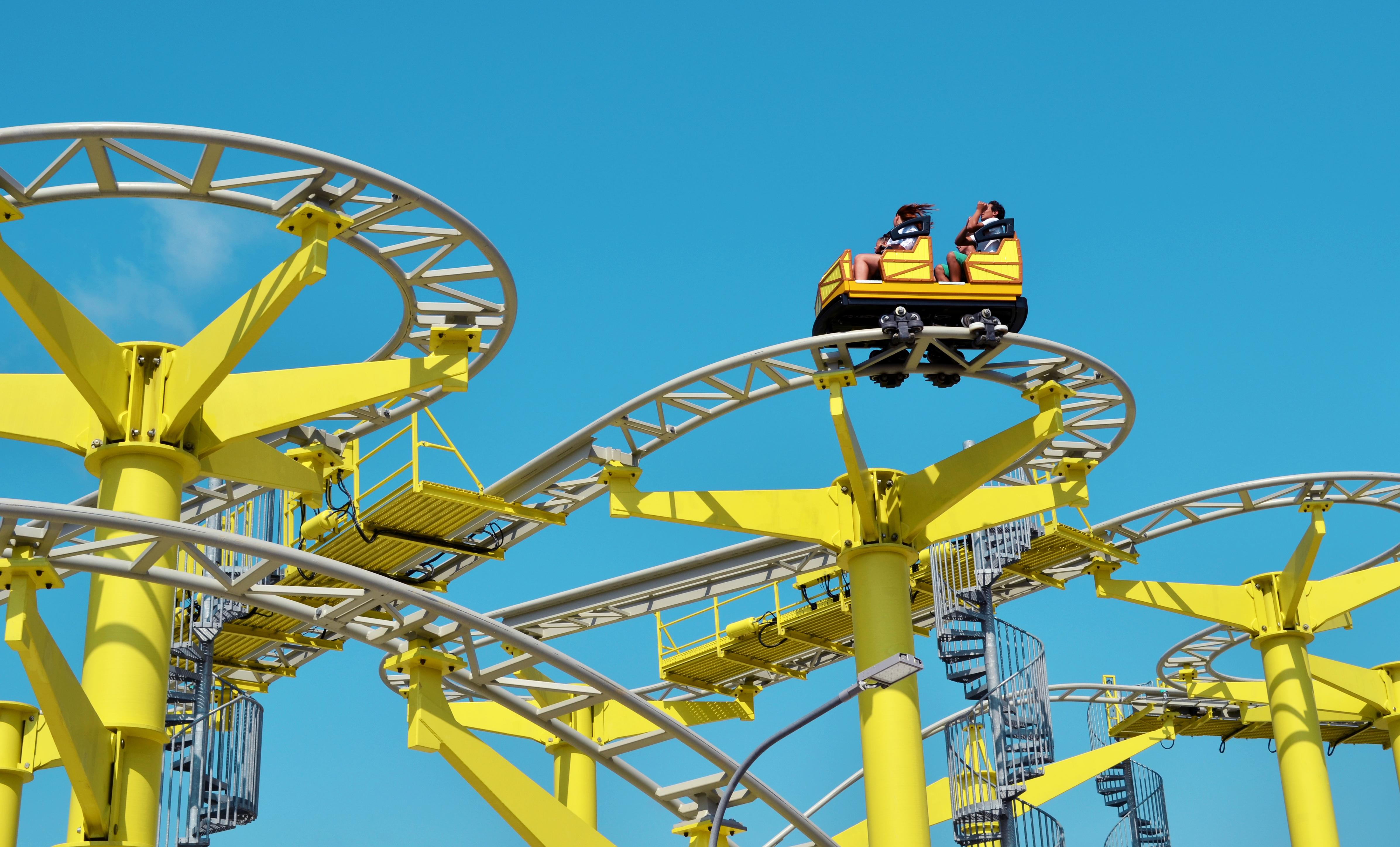
一個現代的瘋狂老鼠

在1950年代，瘋狂老鼠開始出現在美國各地的遊樂園和旅遊市集上。最早的製造商之一，B.A. Schiff & Associates，早在1950年就成立了70多家公司。該公司由班·希夫（Ben Schiff）於1947年創立，並在被收購後於1960年停止運營。希夫提供了兩種通用模型——一種固定在公園裏，另一種較小的便攜式模型用於旅遊集市。該公司生產的遊樂設施均未繼續運營。
現代的瘋狂老鼠是由德國設計師弗兰茨·马克發明的。在1960和70年代最初的木製瘋狂老鼠中，車廂非常小，只能容納兩個成年人且有點擠迫，雖然這些遊樂設施的低容量導致需要排隊很長時間。
在整個70和80年代，瘋狂老鼠式的過山車幾近絕跡。然而，從20世紀90年代中期開始，瘋狂老鼠式過山車又捲土重來，有兩個原因：首先，它們比大型傳統過山車便宜； 其次，它們增加了公園的過山車車廂數量，對成本和佔地面積的影響較小。